# Норт, Альфред Джон
Альфред Джон Норт (англ. Alfred John North; 11 июня 1855 — 6 мая 1917) — австралийский орнитолог.

## Биография
Норт родился в Мельбурне и получил образование в Мельбурнской гимназии. Он поступил на работу в Австралийский музей города Сидней в 1886 году и спустя пять лет получил там постоянную должность. Он написал «List of the Insectivorous Birds of New South Wales» (Список насекомоядных птиц Нового Южного Уэльса) (1897) и «Descriptive Catalogue of the Nests and Eggs of Birds Found Breeding in Australia and Tasmania» (Описательный каталог гнёзд и яиц птиц, гнездящихся в Австралии и Тасмании) (1889). Он впервые описал множество видов птиц, многих в журнале «Victorian Naturalist», соучредителем которого он являлся.